# Шаолински двубои
„Шаолински двубои“ (на английски: Xiaolin Showdown) е американски анимационен сериал, създаден от Кристи Хуи. Сериалът се излъчва по блокът Kids WB! на телевизионната програма WB Network.

## Сюжет
Внимание:  Текстът по-долу разкрива сюжета на произведението (или части от него)!
Сериалът се фокусира върху четирите деца Оми, Кимико, Раймундо и Клей. В него се разказва как тези избрани деца (монаси), заедно с помощта на учителя си Фунг и променящия формата си огнедишащ дракон Доджо, спасяват света от злата Вуя. Те събират Шен Гонг У (древни артефакти с различна могъща сила). Оми, Кимико, Раймундо и Клей са шаолински монаси, драконови повелители на четирите елемента – вода, огън, въздух и земя. Те владеят необикновени сили, помагащи им в битките за Шен Гонг У срещу командвания от Вуя Джак Спайсър. 1500 години, преди да се развие главното действие в серила, злата Вуя, използваща Шен Гонг У за злини е запечатана в дървена кутия-пъзел от тогава младия Фунг. Фунг и Доджо скрили Шен Гонг У на различни места по Земята. Когато се развива главното действие в сериала Вуя, запечатана повече от 1500 години в един куб, бива освободена от Джак Спайсър. След като те разбират, че имат сходни планове се обединяват и започват да търсят скритите Шен Гонг У. Тогава биват избирани четирите монаси да спасят света от Вуя. Когато Джак Спайсър и някои от шаолинските монаси намерят Шен Гонг У едновременно те играя шаолински двубои – двубои на определена тема.

## Герои
- Оми – повелителят на водата. Той е най-опитният и притежаващият най-много умения на шаолински монах. Обича често да се хвали с това. Според него единственото нещо, за което е роден е да спаси света и да събере всички Шен Гонг У. Оми е определен и като най-малкото и сладко дете, но реално, когато се наложи той показва своите необикновени шаолински умения. Оми играе главна роля и спасява Земята като с помощта на Джак Спайсър се връща 1500 години назад и взема кутията-пъзел в която заключва отново Вуя.
- Раймундо Педроса – повелителят на въздуха. Той е типичното градско момче. Иска известност и най-вече признание. Обича спорта и своите приятели. Той е находчив и не обича да изпълнява заповеди. Точно заради това в края на 1 сезон Раймундо се присъединява към Вуя, която му обещава власт, признание, игри и приятели. Обръща се срещу отбора си, но след това самият той спасява Земята като хваща Вуя отново в дървената кутия-пъзел.
- Клей Бейли – повелителят на земята. Той е тексарски каубой, притежаващ могъщата сила на тялото си. Клей обича съотборниците си, но изобщо не обича неразбирателствата между тях. Обича да казва, че винаги има по-лесен начин и друга възможност.
- Кимико Тохомико – повелителката на огъня. Тя е дъщеря на заможен японски бизнесмен. Обича технологиите и не може без тях. Винаги е в крак с новата японска мода. Не обича приказките и забележките, предизвикани от нежния ѝ пол.

## Актьорски състав
- Тара Стронг – Оми
- Грей ДеЛайл – Кимико Тохомико
- Том Кени – Реймундо Педроса, Господар Даши, Ханибал Рой Бийн, Влад
- Джеф Бенет – Клей Бейли, Господар Гуан, Мала Мала Жонг, Циклоп
- Уейн Найт – Доджо
- Рене Обержоноа – Господар Фонг (сезон 1)
- Морис Ламарш – Господар Фонг (сезони 2–3), Тубимура, Чъки Чу
- Сюзън Сайло – Вуя
- Дани Кукси – Джак Спайсър
- Джейсън Марсдън – Чейс Йънг
- Дженифър Хейл – Катнапе
- Кевин Майкъл Ричардсън – Панда-Буба (2 епизода)
- Грег Болдуин – Бащата на Клей (1 епизод)
- Лий Томсън Йънг – Джърмейн (2 епизода)
- Глен Шейдикс – Огромен паяк (1 епизод)

## Епизоди
Вижте: Списък с епизоди на Шаолински двубои.

## „Шаолински двубои“ в България
В България сериалът започва излъчване на 25 декември 2008 г. по Диема Фемили, всеки делничен ден от 14:15, като от 5 януари 2009 г. е с ново разписание — 07:40. Заглавието е преведено като „Легендата Шаолин“. През 2011 г. е повторно излъчен. Ролите се озвучават от артистите Ася Братанова, Йоана Буковска, Иван Танев, Добрин Стоянов и Явор Гигов.
На 10 септември 2012 г. сериалът започва и по Cartoon Network със синхронен дублаж, като са излъчени всички епизоди до 26 (включително). Заглавието е преведено като „Шаолински двубои“. Въпреки че не се излъчват останалите 26 епизода от сериала, на 16 юни 2014 г. започва излъчване на продължението му „Шаолински хроники“. Дублажът е осъществен в студио Про Филмс. Екипът се състои от:
| Пост                | Име |
| ------------------- | --- |
| Преводач            | Николина Петрова |
| Режисьор на дублажа | Ваня Иванова |
| Тонрежисьор         | Недко Гигов Станислав Донев |
| Озвучаващи артисти  | Елена Пеева Ива Апостолова Сава Пиперов Владимир Зомбори Анислав Лазаров Мирослав Цветанов Петър Бонев Ненчо Балабанов Иван Велчев |